# Салтан (Вашингтон)
Салтан (енгл. Sultan) град је у америчкој савезној држави Вашингтон. По попису становништва из 2010. године у њему је живело 4.651 становника.

## Демографија
Према попису становништва из 2010. године у граду је живело 4.651 становника, што је 1.307 (39,1%) становника више него 2000. године.
| Група             | 2000.         | 2010.         |
| Белци             | 2.982 (89,2%) | 3.819 (82,1%) |
| Афроамериканци    | 9 (0,3%)      | 11 (0,2%)     |
| Азијати           | 52 (1,6%)     | 74 (1,6%)     |
| Хиспаноамериканци | 160 (4,8%)    | 568 (12,2%)   |
| Укупно            | 3.344         | 4.651         |